# Northern Limit Line

Die umstrittene Seegrenze zwischen Nord- und Südkorea. Die drei größten Inseln entlang der Seegrenze sind:
1 – Yeonpyeong, 2 – Baengnyeongdo, 3 – Daecheong.
A: Von den UN-Truppen 1953 bestimmte Northern Limit Line
B: Von Nordkorea seit 1999 geforderte Maritime Demarcation Line

Die Northern Limit Line (deutsch: Nördliche Grenzlinie) oder auch North Limit Line (NLL) ist eine umstrittene maritime Demarkationslinie im Gelben Meer vor der Westküste der koreanischen Halbinsel. Ihre Länge beträgt ca. 200 Kilometer; sie ist etwa vier Kilometer breit. Die Northern Limit Line wurde 1953 eingerichtet und wird international als De-facto-Seegrenze zwischen Nordkorea und Südkorea angesehen.

## Geschichte und geografischer Verlauf
Die Demarkationslinie wurde durch einen Kommandanten der UN-Truppen am 30. August 1953 einseitig eingerichtet und ist nicht Bestandteil des Waffenstillstandsabkommens von 1953. Ihr ursprünglicher Zweck war, das Eindringen südkoreanischer Schiffe in nordkoreanisches Territorium zu verhindern. Jüngere Ereignisse zeigen allerdings, dass die Grenze nunmehr der Verhinderung des Eindringens nordkoreanischer Schiffe in den Süden dient.
Die Linie verläuft im Abstand von etwa zehn bis dreißig Kilometern südlich des nordkoreanischen Festlands (Provinz Hwanghae-namdo) und nördlich einiger dem Festland vorgelagerter Inseln, die im Waffenstillstandsabkommen Südkorea zugeordnet wurden. Die größte davon ist die weit westlich gelegene Insel Baengnyeongdo. Im Osten schließt die Northern Limit Line an die militärische Demarkationslinie an, die in der Mitte der vier Kilometer breiten demilitarisierten Zone das nordkoreanische vom südkoreanischen Festland abgrenzt.
Bis heute wird die Nördliche Grenzlinie von Nordkorea nicht anerkannt. Im Jahr 1999 legte Nordkorea eine weiter südlich verlaufende See-Demarkationslinie fest, die große Teile der 1953 Südkorea zugesprochenen Inseln einschließen würde. Die staatliche nordkoreanische Presseagentur KCNA bezeichnete die Northern Limit Line wörtlich als „final line for stopping the defectors to the north“ (wörtlich „Linie, an der die Überläufer nach Nordkorea gestoppt werden sollen“) und bewertet sie als „von den USA zwecks Eigeninteresse eingerichtet“.
Sowohl nord- als auch südkoreanische Marineverbände patrouillieren regelmäßig entlang der Northern Limit Line. Oft überfahren insbesondere nordkoreanische Fischerboote, die häufig von Schiffen der nordkoreanischen Marine begleitet werden, wegen der ertragreichen Krabbenfischerei die Demarkationslinie. Wiederholt – zuletzt am 27. Mai 2009, unmittelbar nach dem nordkoreanischen Kernwaffentest 2009 – warnte Nordkorea, dass Versuchen, die NLL als legitime Seegrenze durchzusetzen, mit Waffengewalt entgegengetreten werde.

## Zwischenfälle in jüngerer Vergangenheit
Abhängig von dem wechselhaften Spannungsverhältnis zwischen Nord- und Südkorea eskalieren Grenzstreitigkeiten auch entlang der Northern Limit Line.

### Wichtige Ereignisse

Karte der an die Northern Limit Line angrenzenden Inseln im Gelben Meer

- Erster Zwischenfall bei Yeonpyeong (9.–15. Juni 1999): Wechselhaftes Aneinandergeraten zwischen einem nord- und einem südkoreanischen Patrouillen- und einem nordkoreanischen Torpedoboot forderte auf nordkoreanischer Seite dreißig Todesopfer.
- Zweiter Zwischenfall bei Yeonpyeong (29. Juni 2002): Zwei nordkoreanische Patrouillenboote überfuhren die Demarkationslinie und griffen zwei südkoreanische Boote an. Mit Unterstützung durch zwei südkoreanische Korvetten und zwei weitere Patrouillenboote wurden die nordkoreanischen Boote hinter die Northern Limit Line zurückgedrängt. Das Gefecht forderte auf nordkoreanischer Seite 13, auf südkoreanischer Seite sechs Todesopfer.[6]
- Zwischenfall bei Daecheong (10. November 2009): Ein nordkoreanisches Kanonenboot überfuhr die Northern Limit Line, worauf es von einer südkoreanischen Korvette und vier Patrouillenbooten nach Abgabe von Warnschüssen zurückgedrängt wurde. Auf nordkoreanischer Seite waren ein bis zehn Todesopfer zu verzeichnen.[7][8]
- Untergang des südkoreanischen Schiffes Cheonan (26. März 2010)
- Bombardement von Yeonpyeong (23. November 2010): Nordkoreanische Streitkräfte feuerten mindestens fünfzig Granaten auf die Insel Yeonpyeong ab; das auf der Insel stationierte südkoreanische Militär reagierte mit Abwehrschüssen. Es waren mindestens zwei Todesopfer und fünfzehn Verletzte zu beklagen.[9][10]

### Östlich der Halbinsel
- 23 vs. 3 Raketenschüsse und 100 Artilleriesalven (2. November 2022)

NK feuerte als Reaktion auf die Militärmanöver von SK mit den USA mindestens 23 Raketen ins Meer ab. Eine davon überquerte die NLL und schlug 57 km vor Sokcho an der Ostküste außerhalb südkoreanischer Hoheitsgewässer ins Meer. Weiters feuerte NK mehr als 100 Artilleriesalven ab. SK antwortete mit 3 Luft-Boden-Raketen von einem Kampfflugzeug aus, nordwärts über die NLL ins Meer.